# Димитър Йорданов
Димитър Василев Йорданов е български офицер, Флотилен адмирал (бригаден генерал).

## Биография
Роден е на 8 декември 1960 г. в Балчик. През 1984 г. завършва Висшето военноморско училище „Никола Вапцаров“ във Варна със специалност „корабоводене“. Службата си започва като командир на БЧ-2 и БЧ-3 на базов тралчик в 6 отделен дивизион тралщици (одтщ) в Бургас. Остава на този пост до 1986 г., когато е назначен за помощник-командир на базов тралчик в 6 отдщ. Между 1988 и 1989 г. е командир на базов тралчик в 6 отдщ-Бургас. В периода 1989 – 1993 г. е командир на базов тралчик в 6 отдщ-Варна. От 1993 е командир на базов миночистач към 3 одтщ във Варна. Между 1993 и 1994 г. е дивизионен артилерист в 3 дмчк във Варна. От 1994 до 1996 г. е дивизионен специалист по ракетно оръжие той и по ПВОщурман-насочвач в 1 дпк – Варна. Между 1996 и 1998 г. е Флагмански артилерист в отделение „Оперативно-бойна подготовка в щаба на в.ф. 32140 – Варна. В периода 1998 – 2000 г. учи във Военна академия „Г.С.Раковски“ в София. От 2000 до 2005 г. е началник-щаб на 3 дмчк, а от 2005 до 2006 г. и негов командир. От 2006 до 2007 г. учи в Генералщабния факултет на Военната академия в София. От 2007 до 2008 г. е в щаба на Военноморските сили като негов заместник-началник и началник на отделение „Бойна готовност и оперативна съвместимост“. Бил е заместник-началник на Щаба по операциите (2008 – 2010) и по операциите и поддръжката в Съвместното оперативно командване в София (2010 – 2011). Между 2011 и 2013 г. и 2014 и 2015 г. е заместник-началник на щаба на Съвместното командване на силите. От 2013 до 2014 г. е наблюдател в мисията на ЕС В Грузия. С указ № 22 от 16 февруари 2015 г. е назначен на длъжността началник на щаба на Съвместното командване на силите и удостоен с висше офицерско звание комодор, считано от 4 март 2015 г.
Във връзка с преименуването на званието комодор във флотилен адмирал, с указ от 9 януари 2017 г. е удостоен с висше офицерско звание флотилен адмирал.
На последната длъжност е до 8 декември 2018 г. след което е освободен от военна служба и излиза в запас.
Ще бъде снет от запас на 8 декември 2023 г

## Образование
- ВНВМУ „Н.Й.Вапцаров“ – корабоводене – ВМФ – 1978 – 1984 г.
- ВА „Г.С.Раковски“ – 1998 – 2000 г.
- ВА „Г.С.Раковски“ – ГЩФ – 2006 – 2007 г.

## Награди
- Почетен знак на МО „Свети Георги“ –II степен
- Награден знак „За отлична служба“ – I степен
- Награден знак „За участие в мисия“
- Предметни и морални награди

## Военни звания
- Лейтенант (1984)
- Старши лейтенант (1987)
- Капитан-лейтенант (1991)
- Капитан III ранг (1996)
- Капитан II ранг (2000)
- Капитан I ранг (2005)
- Комодор (2015) преименуването на званието във флотилен адмирал, на 9 януари 2017 г.